# Бугри (Минас-Жерайс)
Бугри (порт. Bugre) — муниципалитет в Бразилии, входит в штат Минас-Жерайс. Составная часть мезорегиона Вали-ду-Риу-Доси. Входит в экономико-статистический микрорегион Каратинга. Население составляет 3690 человек (2006 год). Занимает площадь 162,432 км². Плотность населения — 22,7 чел/км².

## Статистика
- Валовой внутренний продукт на 2003 год составляет 8 611 463,00 реалов (данные: Бразильский институт географии и статистики).
- Валовой внутренний продукт на душу населения на 2003 год составляет 2260,82 реалов (данные: Бразильский институт географии и статистики).
- Индекс развития человеческого потенциала на 2000 год составляет 0,659 (данные: Программа развития ООН).